# Машівське заворушення
Машівське заворушення 1823 — антифеодальний виступ кріпосних робітників (див. Кріпацтво) суконної мануфактури в с. Машеве (нині село Семенівського району Чернігівської обл.), що належала графу С.Уварову — тодішньому директорові департаменту мануфактур і внутрішньої торгівлі. Причиною страйку стали тривалий робочий день по 15–18 годин, голодування, жорстоке поводження, надмірні завдання. Приводом до виступу було підвищення норми виробітку сукна на 50 %. 20 листопада кріпосні відмовилися виконувати повинності й послали своїх уповноважених до чернігівського губернатора О.Фролова-Багр'єва зі скаргою на свавільні дії поміщика. У грудні 1823 справу про робітничий виступ на Машівській мануфактурі розглядав суд, який визнав його безпідставним, а учасників такими, що заслуговують суворого покарання. Проте робітники й далі рішуче відмовлялися виконувати надмірні норми. Заворушення було придушене військовою силою, 18 осіб — заарештовані та ув'язнені.